# Gare Le Lussex
La gare Le Lussex est une halte ferroviaire, fermée, du chemin de fer Lausanne-Échallens-Bercher. Elle est située sur le territoire de la commune de Jouxtens-Mézery, au nord de celle-ci, dans le canton de Vaud, en Suisse. 
La fermeture de la halte a eu lieu le 13 décembre 2020 et sa destruction a eu lieu en juillet 2025.

## Situation ferroviaire
Établie à 592 mètres d'altitude, la halte Le Lussex est située au point kilométrique (PK) 4,22 de la ligne Lausanne – Bercher (101). Elle se situe entre la gare de Jouxtens-Mézery et la gare de Romanel.

## Histoire
Construite et mise en service en 1964, cette halte est d'abord un simple abri en bois avec un toit en tôles ondulées. En 1992, le bâtiment est remplacé par celui qui a été en service jusqu'à la fermeture de la halte en décembre 2020. Et qui est resté abandonné jusqu'à sa destruction en juillet 2025. Il s'agissait d'un abri construit  d'éléments préfabriqués dans le même style architectural que la gare de Jouxtens-Mézery ainsi que les stations Gare Les Ripes, Grésaley et  Sugnens.
En 2013, la halte compte une moyenne de 239 passagers par jour, soit 1,13 % des mouvements journaliers de la ligne.
À partir du 13 décembre 2020, les trains ne s'arrêtent plus à cette halte.  Depuis, elle est restée abandonnée tout en conservant son infrastructure, jusqu'en juillet 2025, quand des travaux visant à supprimer le passage à niveau, nécessitant la déviation du tronçon Jouxtens-Mézery - Romanel , la construction d un passage piéton inférieur et inévitablement la destruction de la halte du Lussex ont démarré.

## Service des voyageurs

### Accueil
La halte à voie et à quai unique, disposait d'un distributeur de billets, d'un interphone d'urgence et d'un système de vidéosurveillance, jusqu'à sa fermeture en 2020, quand ces dispositifs ont été enlevés.  L' abri est resté en place jusqu'à sa démolition en 2025.

### Desserte
Le Lussex est fermé depuis le 13 décembre 2020.